# Пломбиер
Пломбиер (на френски: Plombières) е селище в Югоизточна Белгия, окръг Вервие на провинция Лиеж. Населението му е около 9700 души (2006).